# Le Jeu
Pour les articles homonymes, voir Jeu (homonymie).
Le Jeu est un poème de Baudelaire publié dans la section Tableaux parisiens dans l'édition de 1861 des Fleurs du Mal.

## Situation
Le poète se trouve dans une maison de jeu qu'il dépeint comme un tableau cauchemardesque où il se remet lui-même en question. La description des joueurs et du salon de jeu précède rigoureusement et logiquement la réflexion qu'elle engendre chez le rêveur l'effroi du rêveur provient de la tentation de s'identifier avec ces joueurs qui semble-t-il choisissent consciemment le Mal. De par son rapport avec la peinture on peut alors dire que ce poème appartient au réalisme.

## Forme
Le poème est composé de six quatrains d'alexandrins (un chiffre à haute valeur symbolique). Les rimes sont alternées et elles respectent l'alternance entre rimes féminines et rimes masculines.

## Étude
Le Jeu évoque le rêve du poète pour la première fois distinctement[réf. souhaitée]. 
Le poème est inspiré par un dessin de Guérin, "Le trente-un" (alinéas 5,6,7).